# Фолмът
Вижте пояснителната страница за други значения на Фолмът.
Фа̀лмът (на английски: Falmouth) е град в Югозападна Англия, графство Корнуол. Разположен е около устието на река Фол в залива Фалмът Бей на брега на Атлантическия океан, на около 50 km западно от Плимут. Има пристанище и крайна жп гара. Морски курорт. Населението му е 21 635 души по данни от преброяването през 2001 г.

## Побратимени градове
- Дуарнанез, Бретан, Франция